# Asphondylia rudbeckiaeconspicua
Asphondylia rudbeckiaeconspicua is een muggensoort uit de familie van de galmuggen (Cecidomyiidae). De wetenschappelijke naam (geschreven als Asphondylia rudbeckiae conspicua) van de soort is voor het eerst geldig gepubliceerd in 1878 door Osten Sacken. De soort komt voor in de Verenigde Staten en maakt gallen op Rudbeckia.